# Ponte Buggianese
Ponte Buggianese – miejscowość i gmina we Włoszech, w regionie Toskania, w prowincji Pistoia.
Według danych na rok 2004 gminę zamieszkiwało 7618 osób, 262,7 os./km².